# ميادة عبده
ميادة عبده (ولدت في 11 مارس 1983 - ليبيا) هي مذيعة وإعلامية سودانية. تعمل في قناة الجزيرة من خلال تقديمها نشرات الأخبار والبرامج السياسية. تقدّم على شاشة الجزيرة نشرات الأخبار وبرامج أخرى مثل "لقاء اليوم"، و"لقاء خاص"، والنشرة التفاعليّة «نشرتكم».

## نشأتها
تنحدر من حلفا من قرية اشكيت السودانية.
عاشت مراحلها الأولى في ليبيا بحكم إقامة والدها الذي يعمل مهندسا هناك، حيث تلقت تعليمها في طرابلس حتى نالت الماجستير من جامعة الفاتح (جامعة طرابلس) في كلية الفنون والإعلام.

## عمل
عملت سابقاً إعلامية في ليبيا في عدة قنوات ليبية منها الإذاعات المسموعة مثل إذاعة طرابلس المحلية، وراديو الليبية، وقنوات تلفزيونية منها قناة الجماهيرية “التلفزيون الرسمي”، وقناة الليبية، والشبابية، وقناة ليبيا المنوعة، ثم في قناة الشرقية.
فكرت في دخول مجال الإعلام بعد فوزها بتقديم فقرة في مسابقة إذاعية في عام 2000م، بعدها واصلت التجربة الإذاعية لتعمل في إعداد وتقديم برامج الأطفال ثم انتقلت لتقديم برامج ثقافية واجتماعية بالإضافة إلى نشرات إخبارية على الراديو وفي عام 2005 انتقلت إلى التلفزيون وبدأت العمل كصحفية ومذيعة اخبار وبرامج سياسية حتى العام 2011 في ليبيا لتنتقل بعدها لقناة الشروق كمذيعة أخبار من استديوهات دبي لمدة أربعين يومًا ثم انضمت في العام 2012م لقناة الشرقية الإخبارية التي تهتم بالشأن العراقي في دبي وتحوّلت معها إلى مقرها في لندن ، وفي العام 2014 انتقلت للعمل في قناة الجزيرة. وهي أول مذيعة سودانية بقناة الجزيرة.
في عام 2016، نشرت نانسي محجوب على حسابها الرسمي بموقع التواصل فايسبوك بيانا أعربت من خلالها عن امتعاضها الشديد من صحيفة المجهر السياسي السودانية التي نشرت صورة لمواطنتها وزميلتها المذيعة السودانية ميادة عبده عوضا عن صورتها بعد لقاء تم إجراءه معها.

## روابط خارجية
- ميادة عبده على تويتر.
- ميادة عبده على إنستغرام